# Serra de Collserola
Serra de Collserola (hiszp. Sierra de Collserola) – masyw górski w Katalonii, w Hiszpanii, zlokalizowany w paśmie Gór Katalońskich, między ujściowymi odcinkami rzek Besòs na północnym wschodzie i Llobregat na południowym zachodzie. Oddziela Równinę Barcelońską od historycznego regionu i kotliny Vallès. Najwyższym szczytem jest Tibidabo, osiągające 512 m n.p.m. Inne szczyty to Turó del Puig, Puig d'Olorda, Turó de Valldaura, Turó de la Magarola, Puig d'Ossa oraz Puig Madrona. Cały masyw jest objęty obszarem chronionego krajobrazu – Parkiem Krajobrazowym Collserola. Nazwa masywu została przeniesiona z nazwy wzniesienia Coll de l'Erola. Obszar jest częściowo zagospodarowany – znajduje się tu park rozrywki Tibidabo, obserwatorium Fabry, kościół Serca Jezusowego oraz wieża radiowo-telewizyjna Torre de Collserola, a południowo-wschodnie zbocza płynnie przechodzą w zurbanizowaną tkankę miejską Barcelony.